# Hiromi Suzuki
Hiromi Suzuki (japonsko 鈴木 博美), japonska atletinja, * 6. december 1968, Čiba, Japonska.
Nastopila je na poletnih olimpijskih igrah v letih 1992 in 1996, ko je dosegla šestnajsto mesto v teku na 10000 m. Na svetovnih prvenstvih je v maratonu osvojila naslov prvakinje leta 1997. 